# Паулаускас, Роландас
Роландас Паулаускас (р. 6 августа 1954, Кретинга, ЛитССР, СССР) — литовский журналист, общественный и политический деятель, один из подписантов Акта о восстановлении независимости Литвы (1990).

## Биография
Родился 6 августа 1954 года в литовском городе Кретинга.
В 1958—1962 годах проживал в Инте (Коми АССР). 
В 1975 году окончил Каунасский политехнический институт по специальности инженер-строитель. В 1990 году окончил Каунасский гуманитарный факультет Вильнюсского университета по специальности библиотекарь. В 1996 году окончил Юридический факультет Вильнюсского университета.
В 1988—1990 годах — активист Саюдиса. В 1989—1990 годах — редактор газеты «Kauno aidas». В 1990—1992 годах — депутат Верховного Совета Литовской Республики. В 1993—1996 годах — директор общественных программ LRT.
В 2014 году  не смог зарегистрироваться как кандидат в президенты Литвы, поскольку смог собрать только 8700 подписей из 20 000 необходимых.
Помимо родного литовского, свободно владеет русским, английским и польским языками.
Разведён, есть дочь.

## Взгляды
Находится в оппозиции правительству Литвы. Выступает как против коммунистических идей, так и против либеральных ценностей (в частности ювенальной юстиции и прав ЛГБТ), членства Литвы и других государств в ЕС и НАТО. Считает, что США явно поддерживают российскую оппозицию. Осуждает украинизацию и прочие виды насильственной ассимиляции. Обвиняет в неоколониализме бывшие колониальные державы. Сторонник идей антиглобализма и этатизма. Признаёт Башара Асада легитимным президентом Сирии, а ИГИЛ и все прочие группировки — террористическими организациями. Считает легитимным вмешательство России в конфликт. Наоборот, вмешательство США и их союзников в конфликт называет актом агрессии, также обвиняя эти страны в развязывании гражданской войны в 2011 году. В Литве подвергался травле как «пророссийский пропагандист».
Во время вторжения России на Украину он не стал высказывать в публичном пространстве своё мнение о происходящем.

## Награды
- Медаль Независимости Литвы (2000)[9]
- Медаль по случаю двадцатой годовщины восстановления независимости Литвы (2010)[10]